# Anomis erosa
Anomis erosa är en fjärilsart som beskrevs av Jacob Hübner 1818. Anomis erosa ingår i släktet Anomis och familjen nattflyn. Inga underarter finns listade i Catalogue of Life.